# Banner Hill
Banner Hill és una concentració de població designada pel cens dels Estats Units a l'estat de Tennessee. Segons el cens del 2000 tenia 1.053 habitants.

## Demografia
Segons el cens del 2000, Banner Hill tenia 1.053 habitants, 460 habitatges, i 334 famílies. La densitat de població era de 151,1 habitants/km².
Dels 460 habitatges en un 28,9% hi vivien nens de menys de 18 anys, en un 56,5% hi vivien parelles casades, en un 11,5% dones solteres, i en un 27,2% no eren unitats familiars. En el 25,2% dels habitatges hi vivien persones soles el 14,3% de les quals corresponia a persones de 65 anys o més que vivien soles. El nombre mitjà de persones vivint en cada habitatge era de 2,29 i el nombre mitjà de persones que vivien en cada família era de 2,7.
Per edats la població es repartia de la següent manera: un 20,4% tenia menys de 18 anys, un 8,2% entre 18 i 24, un 28,7% entre 25 i 44, un 24,3% de 45 a 60 i un 18,4% 65 anys o més.
L'edat mediana era de 40 anys. Per cada 100 dones de 18 o més anys hi havia 88,3 homes.
La renda mediana per habitatge era de 22.946 $ i la renda mediana per família de 28.125 $. Els homes tenien una renda mediana de 27.917 $ mentre que les dones 19.643 $. La renda per capita de la població era de 13.784 $. Entorn del 25% de les famílies i el 27,5% de la població estaven per davall del llindar de pobresa.

## Poblacions més properes
El següent diagrama mostra les poblacions més properes.